# 千葉県道73号銚子海上線
千葉県道73号銚子海上線（ちばけんどう73ごう ちょうしうなかみせん）は、千葉県銚子市小舟木の銚子新大橋有料道路と国道356号「利根かもめ大橋有料道路」を起点とし、同県旭市見広の「見広交差点」を終点とする主要地方道である。

## 概要
- 起点：千葉県銚子市小舟木
- 終点：千葉県旭市見広
- 経由地：起点・終点と同じ

## 接続する道路
- 国道356号・銚子新大橋有料道路（千葉県銚子市小舟木 利根かもめ大橋有料道路）
- 千葉県道265号小見川海上線（千葉県旭市岩井）
- 東総広域農道（旭市大間手）
- 千葉県道71号銚子旭線（旭市見広　見広交差点）

## 改良工事
- 利根かもめ大橋有料道路ができてから、成田方面より東総広域農道を左折をし、県道73号を経由して鹿嶋方面に向かう車が多くなっている。また、国道124号銚子大橋は現在架け替え工事のため、千葉県道71号の交差点（網戸交差点）を左折して経由しながら県道73号を通るときに案内標識を「鹿嶋」と据え付けてあり、まるで迂回するような形でドライバーに促している。この区間は、成田と鹿嶋を結んだり、国道126号旭市八木（飯岡バイパス東側）から銚子区間の一部は県道73号と比べると、急なカーブが多く制限速度が40km/hに制限されていることもあることなどそれらの理由もあり、この道路は東総広域農道と利根かもめ大橋の2つを結ぶパイプ役、生活道路として重要であり、以上の理由から、交通量の増加傾向である。特に東総広域農道からの車が多いために、県道73号の信号を一度左折して、しばらくしてから信号のないT字路を右折する（本線だが入口付近が狭い）ので、2回交差点を曲がることになりその時間がかかるため、東総広域農道とバイパスを直接結べるよう改良工事が行われている。
- 交通量の増加に伴い、先述のとおりに一部狭い場所があるためバイパスの工事中である。

## 道路状況
- 銚子かもめ道路ができる前まで国道356号との交差点は、利根川の堤防の下に信号があり改良工事がされ、その際に道路の迂回をさせて、上の道路が開通するまで下の部分は信号機を設置されたが、銚子かもめ道路ができてからは十字路側（上部）に信号設置され、開通後下部の信号機がはずされた。
- 国道126号の渋滞をさけるために、東総広域農道などを経由して抜けていく車もいる。
- 2007年（平成19年）の春に一部開通した国道356号銚子バイパスの関連で、大橋の東側の交差点がバイパス開通に伴い、時差式信号機であったのが押しボタン式信号へと変わっており、また交差点の名前が「利根かもめ道路入口」となっていたのが「大橋東側」へと変更されている。